# Estación Botujuru
La Estación Botujuru es una estación del sistema de trenes metropolitanos perteneciente a la Línea 7-Rubí, ubicada en el municipio de Campo Limpo Paulista, en la Región Metropolitana de São Paulo.

## Tabla
| Sigla | Estación | Inauguración            | Integración              | Plataformas | Posición    | Comentarios                        |
| ----- | -------- | ----------------------- | ------------------------ | ----------- | ----------- | ---------------------------------- |
| BTJ   | Botujuru | 17 de setiembre de 1908 | Bilhete Único de SPTrans | Laterales   | Superficial | Estación reconstruida por la RFFSA |